# 강승우
강승우(康承宇, 1930년 11월 28일 ~ 1952년 10월 12일)는 대한민국의 군인으로 백마고지 전투에서 활약했다.
제주도 남제주군 성산읍 시흥리 출생으로 한국 전쟁이 한창이던 1951년 6월 24일 부산 동래의 육군보병학교 갑종간부 제7기로 입교해 6개월의 군사교육과 훈련을 받았다.
1951년 12월 8일 졸업과 함께 육군 소위로 임관해 철원을 방어하던 제9사단 30연대 1대대 1중대 3소대 소대장으로 배속되어 1952년 10월 12일 백마고지 전투에서 중공군의 진지와 기관총을 파괴하고 전사했다.
상훈으로 1953년에 미군정부로부터 은성훈장이 추서되었고, 한국 정부로부터는 을지무공훈장이 추서되었다. 동상은 1991년에 제주특별자치도 제주자유총연맹 광장에 있고 1995년에는 ‘10월의 호국인물’로 선정되었다.
사후 육군 중위 특진과 함께 을지무공훈장과 미국 은성무공훈장이 추서되었다.